# Тахтауловский сельский совет
Тахтауловский сельский совет (укр. Тахтаулівська сільська рада) — входит в состав
Полтавского района
Полтавской области
Украины.
Административный центр сельского совета находится в 
с. Тахтаулово.

## Населённые пункты совета
- с. Тахтаулово
- с. Жуки